# Smalbjörnbär
Smalbjörnbär (Rubus chlorothyrsos) är en rosväxtart som beskrevs av Wilhelm Olbers Focke. Enligt Catalogue of Life ingår Smalbjörnbär i släktet rubusar och familjen rosväxter, men enligt Dyntaxa är tillhörigheten istället släktet rubusar och familjen rosväxter. Arten är reproducerande i Sverige. Inga underarter finns listade i Catalogue of Life.